# Rock Believer
Rock Believer är Scorpions nittonde studioalbum, utgivet den 22 februari 2022. Rock Believer är Scorpions första album med Mikkey Dee som trummis.

## Låtlista
| Nr           | Titel                               | Längd |
| ------------ | ----------------------------------- | ----- |
| 1.           | Gas in the Tank                     | 3:40  |
| 2.           | Roots in My Boots                   | 3:17  |
| 3.           | Knock 'em Dead                      | 4:11  |
| 4.           | Rock Believer                       | 3:57  |
| 5.           | Shining of Your Soul                | 3:57  |
| 6.           | Seventh Sun                         | 5:30  |
| 7.           | Hot and Cold                        | 4:12  |
| 8.           | When I Lay My Bones to Rest         | 3:07  |
| 9.           | Peacemaker                          | 2:56  |
| 10.          | Call of the Wild                    | 5:20  |
| 11.          | When You Know (Where You Come From) | 4:22  |
| Total längd: | Total längd:                        | 44:29 |

| 12.          | Shoot for Your Heart                                   | 4:01  |
| 13.          | When Tomorrow Comes                                    | 3:47  |
| 14.          | Unleash the Beast                                      | 4:17  |
| 15.          | Crossing Borders                                       | 3:38  |
| 16.          | When You Know (Where You Come From) (acoustic version) | 3:44  |
| Total längd: | Total längd:                                           | 63:56 |

## Medverkande
- Klaus Meine – sång
- Rudolf Schenker – kompgitarr, bakgrundssång
- Matthias Jabs – sologitarr, kompguitar, akustisk gitarr, slidegitarr
- Paweł Mąciwoda – basgitarr
- Mikkey Dee – trummor